# Подъём-Михайловка
Подъём-Миха́йловка — село в Волжском районе Самарской области. Административный центр Подъём-Михайловского сельского поселения.
Расположено на реке Чапаевка в месте впадения притока Малая Вязовка, в 58 км к юго-востоку от Самары. Через село проходит автодорога Самара — Уральск, в селе от неё отходит дорога на Алексеевку.

## История
Основано в середине XVII века. В те времена Уральские степи были малонаселённы и пустынны, служили прибежищем для беглых людей различных званий. Первыми поселенцами были пришельцы из Саратовской, Пензенской и Смоленской губерний. Крестьянство густонаселённого центра страны жило неотступной думой о земле. Безземелье, постоянная нужда и голод гнали разорившихся крестьян искать счастье в необжитые края. Частые засухи влекли за собой разорение тысяч крестьянских хозяйств, и это дало толчок к переселению на новые места. В Саратовской губернии был знаменитый князь Милютин. Его выслали оттуда, и он решил поселиться в Самарской губернии на землях башкирских пастбищ, ныне села Подъём-Михайловка. Первые поселенцы расположились за речкой, а вся остальная прилегающая территория была занята лесами. Население стало расти. Поскольку это были пастбища, пахотной и сенокосной территории не было; удобной земли было всего 11,556 десятин. Земли степные и черноземные.
Где-то в начале XVIII века в селе насчитывалось 331 изба. Отсюда и начинается в основном вся история села. Приблизительно к 1812 году насчитывалось 180 домохозяйств.

## Население
| 2010  | 2012  | 2013  | 2014  | 2015  | 2016  | 2017  | 2018  | 2019  |
| ----- | ----- | ----- | ----- | ----- | ----- | ----- | ----- | ----- |
| 3157  | ↘3140 | ↗3146 | ↗3156 | ↗3209 | ↗3232 | ↗3249 | ↗3255 | ↘3236 |
| 2020  | 2021  |       |       |       |       |       |       |       |
| ↘3235 | ↘3138 |       |       |       |       |       |       |       |